# Sonia Sánchez
Sonia Teresa Sánchez (1964, Villa Ángela, provincia de Chaco) es una activista feminista, profesora y animadora cultural argentina. Sánchez es sobreviviente de trata de personas con fines de explotación sexual y una defensora del abolicionismo de la prostitución. En 2012 fue elegida Mujer Destacada del año.

## Biografía
A sus 17 años, contrariando a sus padres, viajó desde su ciudad natal a Buenos Aires, como empleada doméstica, pero con exiguo sueldo. Fue echada a la calle, y explotada sexualmente durante 6 años, desde los diecinueve.  Formó parte de la  Asociación de Mujeres Meretrices de Argentina. Más tarde decidió unir su experiencia de vida a la reflexión teórica y política sobre temáticas de género, trata de personas y prostitución.
Sánchez ha expresado en un tramo del programa de televisión "Historias debidas": 

“Me gusta nombrar las cosas por su nombre. Uso la palabra puta porque no permite disfrazar, ni mentir. Si vos decís mujeres en situación de prostitución o trabajadoras sexuales, estás maquillando la realidad. La prostitución es violencia y humillación, no es trabajo. El hambre y la vulnerabilidad fabrican putas y lo grave es que hoy la explotación sexual está organizada y globalizada.

Sánchez defiende el abolicionismo y asegura que la idea de que existe el trabajo sexual es una falacia:

El trabajo sexual no existe, existe la prostitución, y te digo algo: existe la trata de personas con fines de explotación sexual porque existe la prostitución. Si luchamos como sociedad contra la trata de personas, debemos erradicar la prostitución.

Para Sánchez, la prostitución no es un trabajo sino la violación de los derechos económicos, sociales y culturales de las mujeres.

Ser puta no se elige con libertad, como ser presidenta, diputada o periodista. La falta de educación, de trabajo y de vivienda te empujan a eso.

Si mis padres hubieran tenido un salario digno y yo una buena educación, no habría sido puta. Tuve que entender que ninguna mujer nace para puta.

Cuando dicen trabajadora sexual, maquillan la violencia porque la palabra "trabajo", dignifica.

Lo primero que hace la prostitución en vos es que pasas de ser una sujeta activa de derecho a convertirte en un objeto comerciable, que cualquiera puede comprar y cualquiera te puede vender.

## Reconocimientos
El 8 de marzo de 2012 fue elegida por la provincia del Chaco como Mujer Destacada del año, en reconocimiento a su labor incansable por los derechos de las mujeres. Fue elegida por un jurado integrado por personalidades del ámbito político, social y cultural, quienes además de considerarla merecedora del galardón instituido por ley, le otorgaron también el premio a la búsqueda de equidad entre géneros.
La galardonada aseguró haber «sentido una caricia en el alma», lo que le permitirá continuar trabajando para lograr los principales objetivos.

La prostituta no es sujeto de derechos, es un objeto de uso y abuso; no hay cliente, hay torturador prostituyente, que puede ser tu cura confesor; la prostitución no es un trabajo, es un campo de concentración. Argentina es un país abolicionista, por lo tanto tenemos que luchar contra la prostitución. Si nosotros estamos luchando contra el tráfico de personas para la explotación sexual, debemos luchar fuertemente contra la prostitución, porque no hay una elección libre. Estás eligiendo coaccionada, por lo tanto no existe elección.

## Obra
- María Galindo, Sonia Sánchez. 2007. Ninguna mujer nace para puta. Edición ilustrada de Lavaca Editora, 220 pp. ISBN 9872190038[14][15]
- Sánchez, Sonia (2018). La puta esquina: campo de concentración a cielo abierto. La Minga. ISBN 978-987-46076-8-3. OCLC 1096302319.

## Filmografía
Participación en el documental Impuros, que reconstruye la historia de la Zwi Migdal, dirigido por Florencia Mujica  y Daniel Najenson en 2018.
Participó como actriz en La Desobediente,  un biodrama dirigido por Silvia Palumbo Jaime en 2017  que se inspira en los textos de la activista Sonia Sánchez y relata la vida de siete mujeres en estado de prostitución en la Plaza Flores (CABA).